# Elgiva de Northampton
Elgiva de Northampton (em latim: Elgiva; em inglês antigo: Ælfgifu), também chamada Elgiva Filha de Elfelmo (em inglês antigo: Ælfgifu Ælfhelmsdotter), foi a primeira consorte do rei Canuto, o Grande (r. 1018–1035).

## Vida
Elgiva nasceu possivelmente no ano 970, sendo filha do cavaleiro Elfelmo, o qual foi assassinado pelo rei Etelredo II. Em algum momento durante a conquista dinamarquesa da Inglaterra, Elgiva casou-se com Canuto, o Grande, nascendo da sua união 2 filhos: Haroldo Pé de Lebre e Sueno. Depois, Canuto casou-se com a viúva de Etelredo, Ema da Normandia, tendo esta sido considerada única e legítima esposa de acordo às leis católicas.
As suas relações com Elgiva após esta união são incertas. De todos modos, ela manteve-se leal à sua causa e acompanhou o seu filho Sueno para a Noruega como lugar-tenente do seu pai, depois de conquistar este país (1030). Mas, o governo de ambos acaba por provocar o ódio dos noruegueses pelos excessivos impostos. No ano seguinte em 1036, ods dois foram expulsos da Noruega, e Sueno morre no caminho para Inglaterra, onde pensava refugiar-se; entretanto, Elgiva regressa à Dinamarca. Algum tempo depois, retorna à Inglaterra para apoiar o seu filho, Haroldo, a tomar a coroa deste país, enfrentando o seu meio-irmão Canuto Hardacanuto e a sua mãe, Ema. Elgiva morreu, possivelmente, no ano de 1044.

## Na cultura popular
Elgiva é interpretada pela atriz escocesa Pollyanna McIntosh na série de televisão Vikings: Valhalla.